# Mega Man Battle Network (jeu vidéo)
Mega Man Battle Network (バトルネットワーク ロックマンエグゼ au Japon) est un tactical RPG développé par Capcom Production Studio 2 et édité par Capcom en 2001 sur Game Boy Advance. C'est le premier jeu de la série Mega Man Battle Network. Il est réédité en 2014 sur la console virtuelle de la Wii U,,,,,,.

## Trame
En l'an 200X, les réseaux informatiques font partie intégrante du quotidien. Tous les équipements ménagers sont dorénavant reliés à Internet et tout un chacun dispose d'un terminal d'assistance personnelle (PET, pour Personal Computer) équipé d'un Navi (navigateur ou NetNavi), programme modifiable et personnalisable à volonté par son opérateur. Ainsi, des milliers de programmes informatiques d'apparence et de comportement différents se rencontrent et cohabitent chaque jour dans le monde virtuel du Net.
De son côté, Lan Hikari, propriétaire du Navi Mega Man.EXE, mène une banale vie d'écolier à apprendre la chasse aux virus. Mais très vite, le garçon se voit confronté au WWW (ou World 3), mystérieuse organisation ayant juré la perte de la société de l'information. Après avoir déjoué les plans d'un de ses membres, Lan et Mega Man décident de combattre le cybercrime et mettre un terme à la menace du WWW.

## Système de jeu
À la différence des autres séries de la franchise Mega Man, principalement composés de jeux de plates-formes, Mega Man Battle Network est un action-RPG en vue isométrique utilisant des aspects des jeux de cartes à collectionner. L'aventure alterne entre deux phases distinctes : les mondes réel et virtuel.
Dans le monde réel, le joueur incarne ici Lan Hikari. À la manière d'un jeu d'aventure, Lan doit interagir des personnages non-joueurs et résoudre des énigmes. Il peut également trouver de nouvelles puces de combat pour son Navi. Dans le monde virtuel, le joueur incarne Mega Man.EXE. Cette phase se démarque par son apparence très stylisée (l'action se déroulant sur Internet) qui n'est pas sans rappeler l'univers de la franchise Tron. Aux commandes du Navi, le joueur explore les dédales du Web et y rencontre d'autres Navis, avec qui il peut interagir, ainsi que des virus. Le cas échéant, Mega Man.EXE doit les combattre avant de pouvoir continuer sa mission.
Plutôt que de naviguer en temps réel à travers des niveaux parsemés d'obstacles et d'ennemis, le joueur se retrouve à constituer un deck (ici appelé dossier) composé de puces électroniques (Battle Chips) utilisées lors des phases de combat. Comme dans tout jeu vidéo de rôle, le joueur peut étoffer ce dossier en explorant les niveaux, en discutant avec les personnages non-joueurs et en accomplissant des quêtes. Le jeu compte en tout 176 puces différentes.
Parallèlement aux puces de combat, Lan a la possibilité de modifier et d'améliorer les caractéristiques de son Navi. Le jeu comporte trois types de fichiers d'amélioration. La HPMemory augmente le point de vie de Mega Man.EXE, PowerUp permet d'augmenter la puissance, la rapidité de tir et la capacité de charge du Buster de Mega Man.EXE, et l'Armor offre une protection liée à un élément en particulier.
Lorsque Mega Man.EXE entre en contact avec des virus, le plus souvent de manière aléatoire, le jeu entre en mode combat. Le Navi se téléporte aussitôt dans une arène en forme de grille de 18 cases où l'attendent son ou ses adversaires. Par défaut, cette grille est divisée en deux parties égales de 9 cases, bien qu'il soit possible d'agrandir sa partie au moyen de puces. Le Navi peut ainsi se déplacer horizontalement ou verticalement dans l'espace attribué et combattre en temps réel les ennemis avec son canon Buster. Seulement, en raison de la faible puissance de cette arme de base, le joueur sera poussé à faire usage des puces de combat accumulées dans son dossier. Avant de commencer le combat, il peut choisir parmi une sélection aléatoire les puces qu'il désire utiliser. Après un certain temps, une jauge, située en haut de l'écran, se remplit et permet au joueur de choisir de nouvelles puces. Les attaques sont représentées par les puces. Elles peuvent être sélectionnées en fonction de leur code et de leurs nom. Le joueur peut utiliser plus d'une seule puce si elles possèdent le même nom/le même code. Il lui est également possible de former des combos de puces du même nom mais au code différent. Certaines puces ont un effet associé à un élément. Par exemple, le feu brûle le bois, le bois arrête l'électricité, l'électricité conduit l'eau, l'eau éteint le feu... Mega Man.EXE lui-même est vulnérable à ces effets en fonction de l'armure portée. De plus, certaines cases possèdent un attribut élémentaire : les cases de feu brûlent, les cases d'herbe soignent...

## Postérité

### Crossover
Rockman.EXE: Operate Shooting Star est un portage amélioré du premier titre Mega Man Battle Network et un crossover avec la série Mega Man Star Force.